# Pleurotomaria hectori
Pleurotomaria hectori is een fossiele slakkensoort uit de familie van de Pleurotomariidae. De wetenschappelijke naam van de soort is voor het eerst geldig gepubliceerd in 1918 door Trechmann.